# Transport intercommunal de personnes dans le canton d’Esch-sur-Alzette

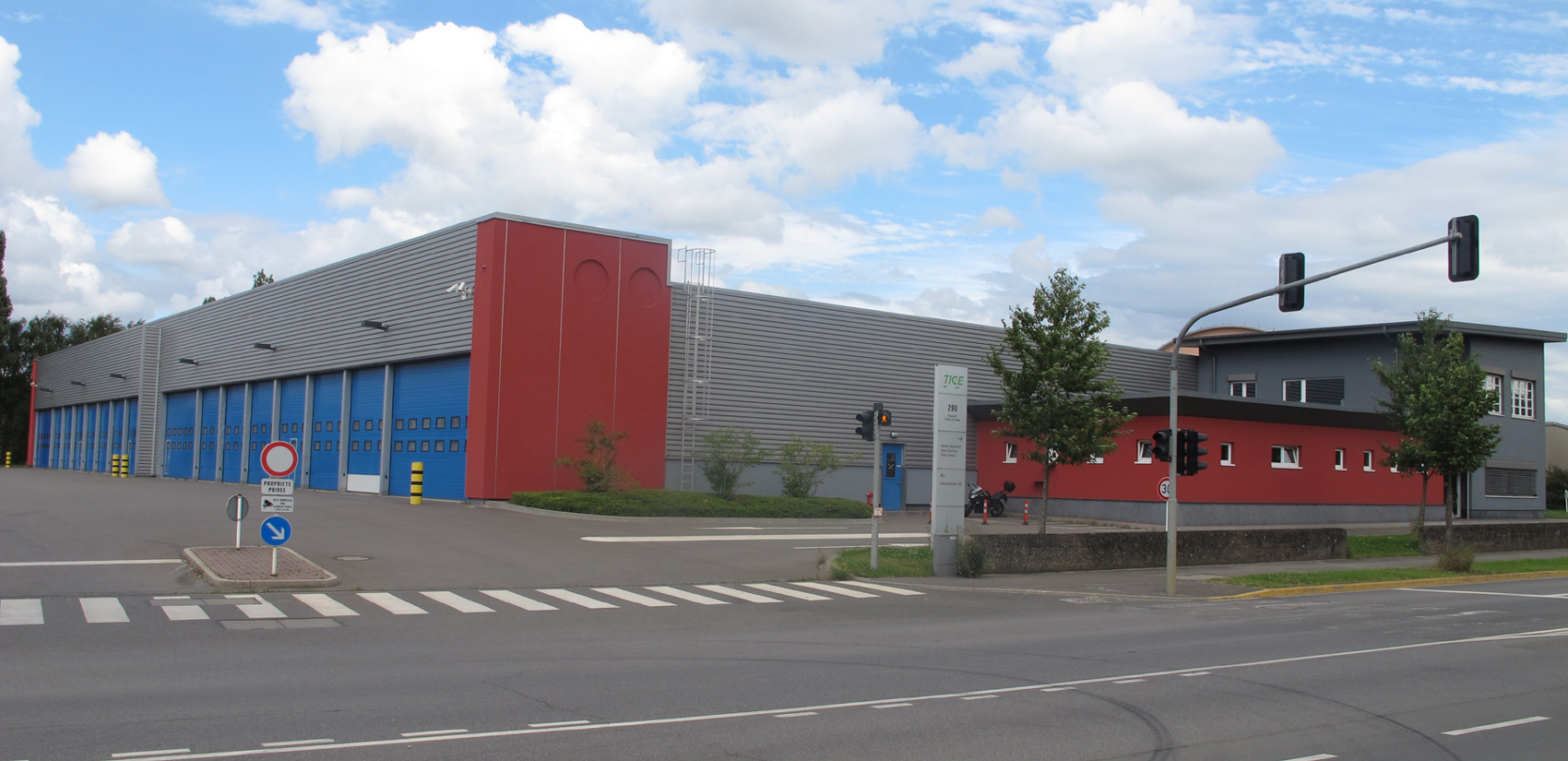
TICE – Busgarage am Boulevard Charles de Gaulle zu Esch/Alzette

Die Transport intercommunal de personnes dans le canton d'Esch-sur-Alzette, kurz TICE, ist ein Interkommunales Syndikat, dass den öffentlichen Personentransport (ÖPNV) im Süden von Luxemburg, größtenteils in der Minette-Region durchführt.
TICE ist seit 2020 als öffentliches Unternehmen im Handelsregister eingetragen.

## Geschichte

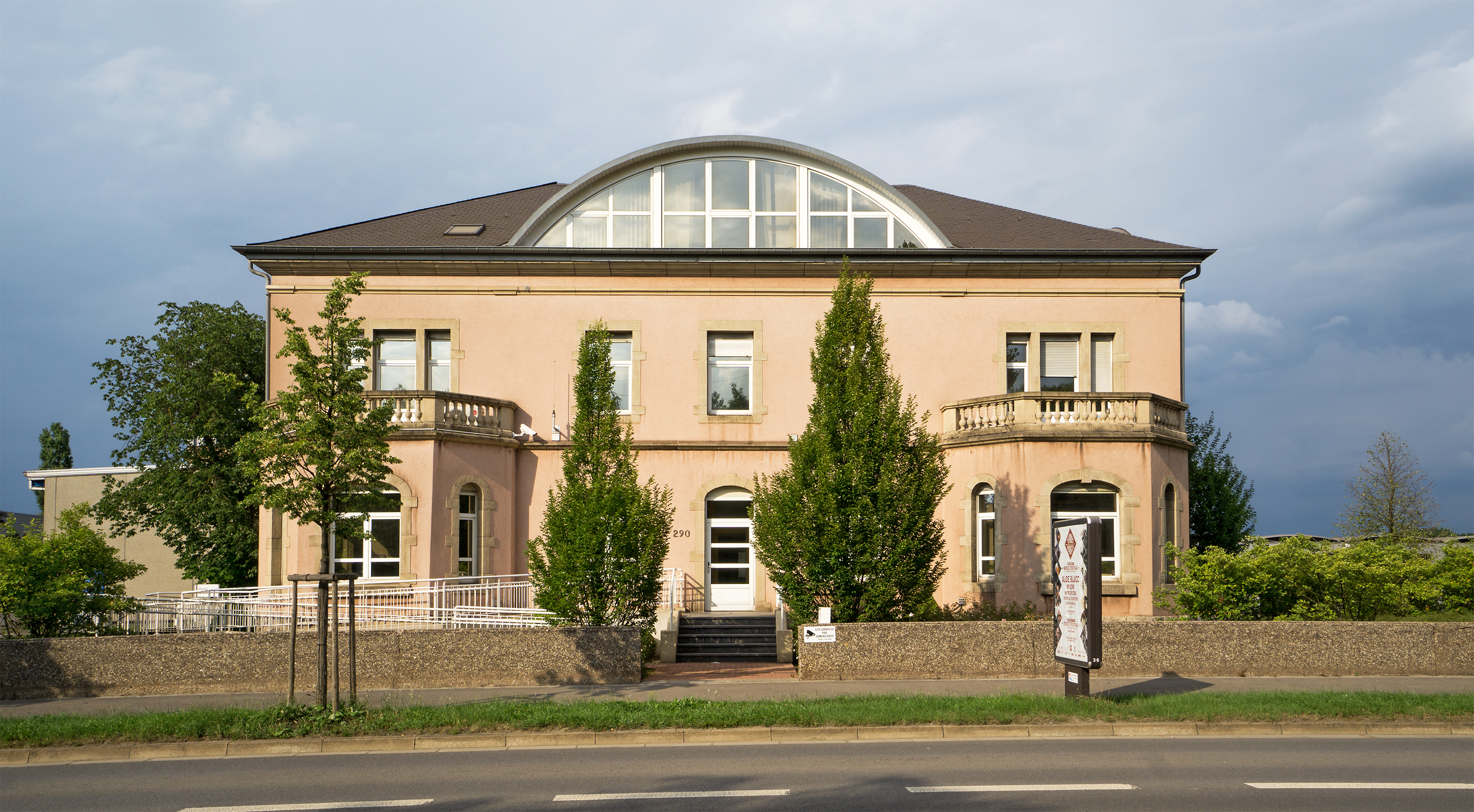
Verwaltungsgebäude des TICE um Bvd Charles de Gaulle zu Esch/Alzette (2014)

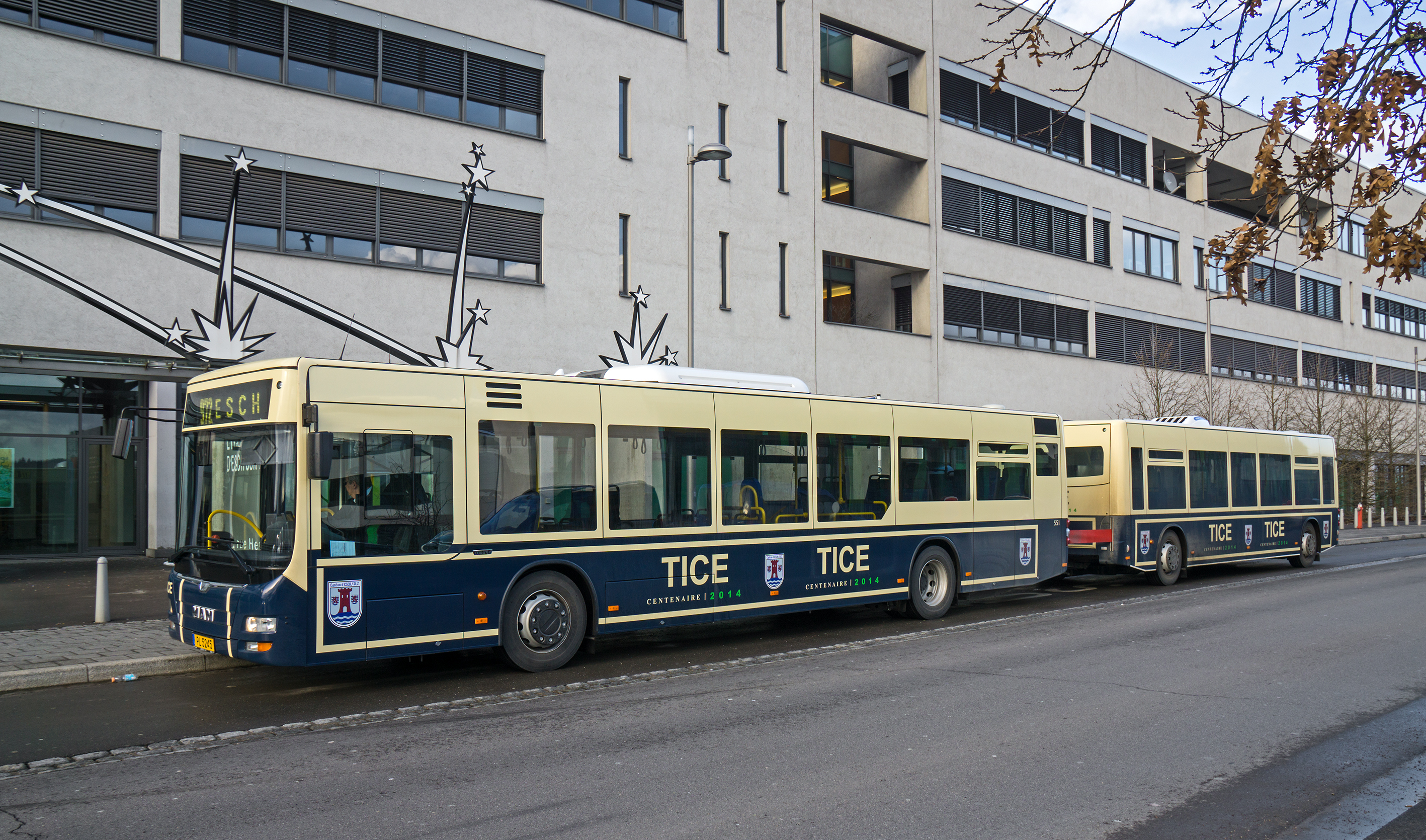
MAN-Bus mat Anhänger (Göppel 10) am Retrolook für die 100-Jahr-Feier 2014

Per Gesetz vum 19. Mai 1914 wurde die Regierung autorisiert, bis zu 50 Prozent der Kosten für die Einrichtung von interkommunalen Tramlinien im Kanton Esch/Alzette zu übernehmen. Der initiale Betrag der staatlichen Finanzierung von ursprünglich maximal 2,5 Millionen Franken (LUF) wurde 1921 auf ein Maximum vun 8,7 Millionen LUF erhöht.
- Düdelingen
- Differdingen
- Esch/Alzette
- Kehlen
- Kerschen
- Petingen
- Rümelingen
- Schifflingen
- Sassenheim

Das Syndikat bekam das Exclusivrecht, im Gebiet der Mitgliedsgemeinden eine Tram zu bauen, zu betreiben und Betriebskonzessionen zu vergeben.
Im Laufe der Zeit wurde der großherzogliche Beschluss einige Male angepasst: am 27. Dezember 1951, de 27. Mai 1952, 1953, 29. Juli 2008 und am 1. Dezember 2017.
Mit der Statutenänderung von 2008 wurde der Name Tramways intercommunaux du canton d'Esch-sur-Alzette in Transport intercommunal de personnes dans le canton d'Esch-sur-Alzette geändert, die Abkürzung TICE wurde beibehalten.
Im Jahr 2008 ist die Gemeinde Monnerich dem TICE-Syndikat beigetreten und 2012 kamen durch die Schaffung der Gemeinde Kerschen und durch Gemeindefusion zusätzlich kleinere Ortschaften dazu.
Die Geschichte des TICE lässt sich in drei Phasen einteilen:
- Planung und Realisierung (12. Mai 1910 – 29. Mai 1927),
- Trambetrieb (29. Mai 1927 – 22. September 1956);
- Busbetrieb (13. September 1949 – heute).

Von 1949 bis 1956 sind die früheren Linien der Minettstram nach und nach durch Buslinien ersetzt worden.
Das 100-jährige Bestehen wurde am 2. Juni 2014 in einer akademischen Sitzung am Escher Theater gefeiert. Aus dem gleichen Anlass wurde am 19. Juli 2014 ein Tag der offenen Tür in den Räumlichkeiten des TICE am Boulevard Charles de Gaulle angeboten.
Direktor des TICE ist Steve Arendt, Präsident des Syndikats ist Pierre Mellina.

## Laufender Betrieb

### Aktuelle Zahlen
- Zahl der BusLinien: 15
- Zahl der Busse: 140:
  - Busse mit Dieselmotor: 77
  - Busse mit Erdgasmotor: 63
  - Standardbussen: 77
  - Standardbusse mit Anhänger: 5
  - Gelenkbusse: 45
  - Midi-Busse: 13
- Total-Personal: 508
- Personal in der Administration: 12
- Personal im Fahrbetrieb: 426, davon 409 Fahrer
- Personal in den Werkstätten: 70
- Gefahrene Strecke/Jahr: 6,457 Millionen Kilometer
- Passagierzahl/Jahr: 8 Millionen

### Linien
Die Zahl der Linien ist in den letzten 10 Jahren von 9 auf 16 gestiegen, ab 2015 dann wieder auf 15 zurückgegangen.
Wie schon zu Zeiten des Tram-Betriebs hat der Bahnhof Esch/Alzette im TICE-Netz die Funktion eines zentralen Terminus.
- Linie 1: Esch – Bieles – Oberkorn – Differdingen – Niederkorn – Petingen – Rolleng
- Linie 2: Esch – Bieles – Zolwer – Differdingen
- Linie 3: Esch – Bieles – Zolwer – Sassenheim – Niederkerschen – Oberkerschen – Lénger – Petingen – Rolleng – Rodingen
- Linie 4: Esch Belval – Esch Gare – Schifflingen – Kehlen
- Linie 5: Esch – Kehlen – Rëmeleng – Tetingen – Kehlen – Düdelingen
- Linie 6: Differdingen – Zowaasch – Niederkorn
- Linie 7: Esch – Esch Lalleng – Esch Belval
- Linie 8: Düdelingen – Greisendall – Spital – Gare – Soibelkaul
- Linie 9: Düdelingen – Skatepark P&R – Italien – Gare – Gemeng – Biringen
- Linie 10 Düdelingen Gemeinde – Kräizbierg – Wolkeschdall – Gare – Gemeng
- Linie 12: Esch – Conservatoire – Hiehl – Pierre-Ponath-Plaz
- Linie 13: Esch – Ehleringen – Zolwer – Sassenheim – Niederkerschen – Petingen – Rollingen – Rodingen
- Linie 14: Differdingen–Niederkuer – Sassenheim – Niederkerschen – Petingen – Rolleng – Rodange
- Linie 15: Esch – Esch-Belval – Bieles – Zolwer – Sassenheim – Niederkerschen – Oberkerschen – Féngeg – Kënzeg
- Linie 17: Esch – Ehleringen – Monnerich – Steinbrücken

### Eingesetzte Bustypen

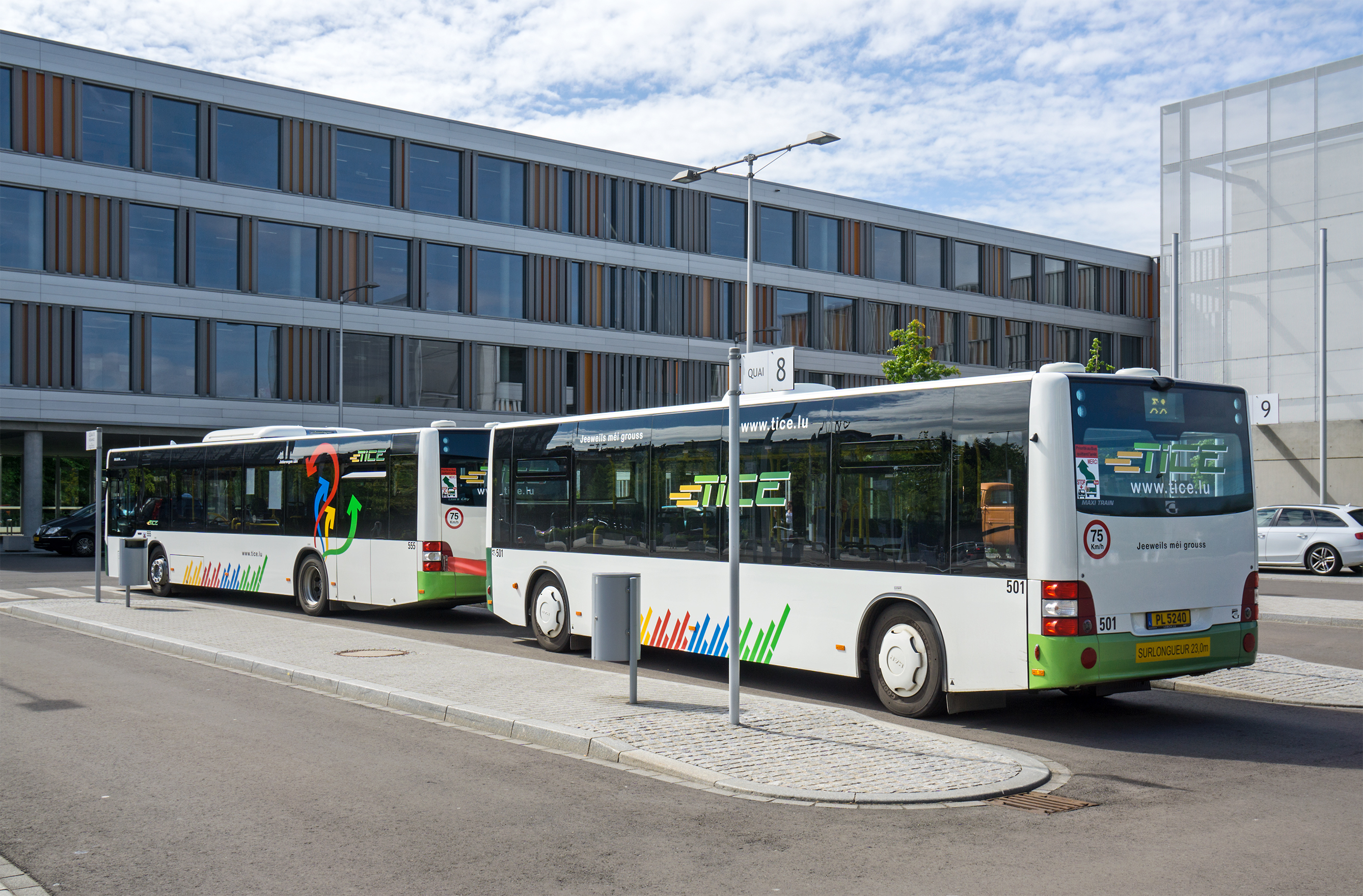
MAN-Bus Nr. 555 mit Göppel-Anhänger Nr. 501 vor dem Lycée Lallingen.

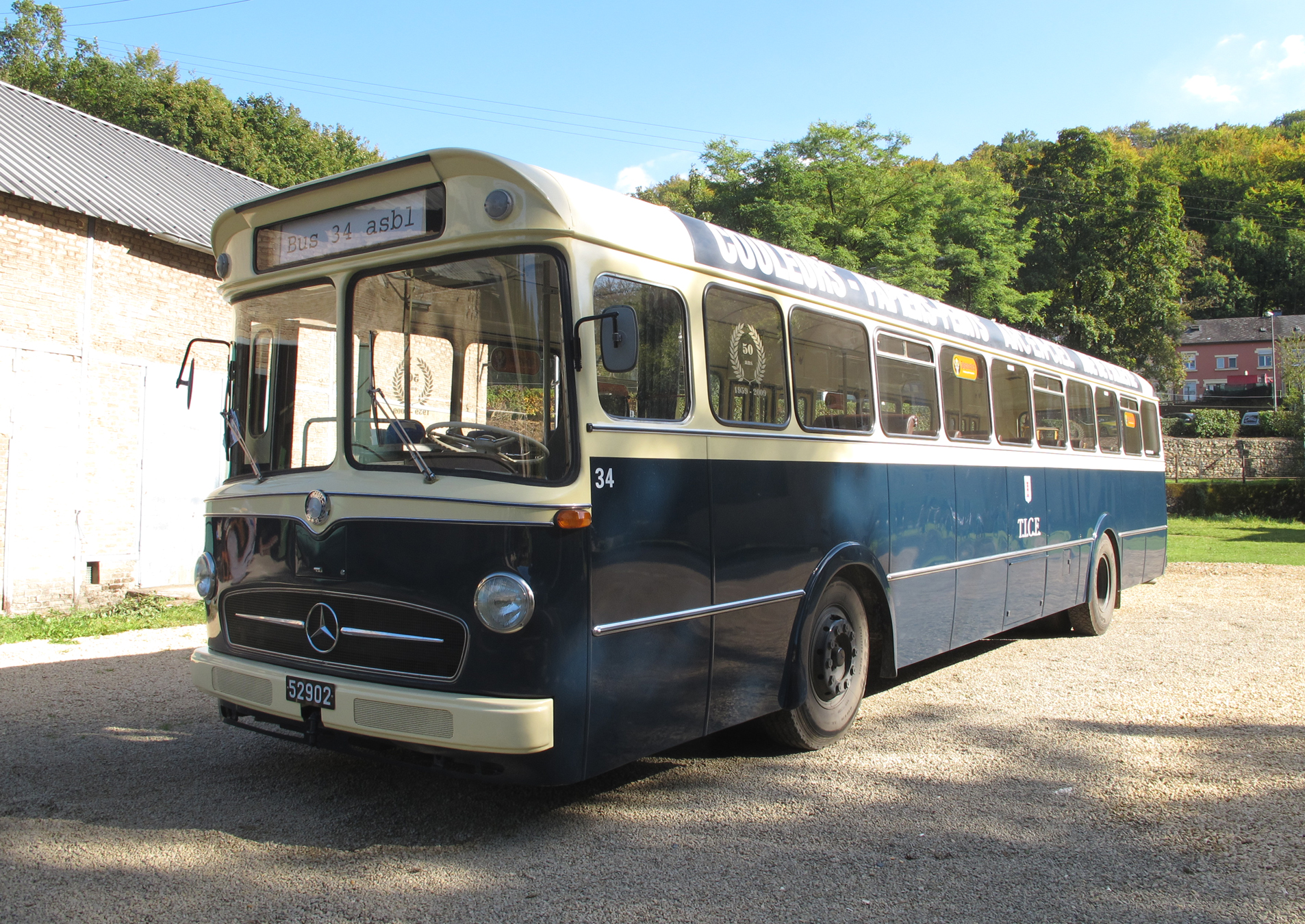
TICE-Bus Nr. 34 von 1959 (Mercedes-Benz Typ O 317)

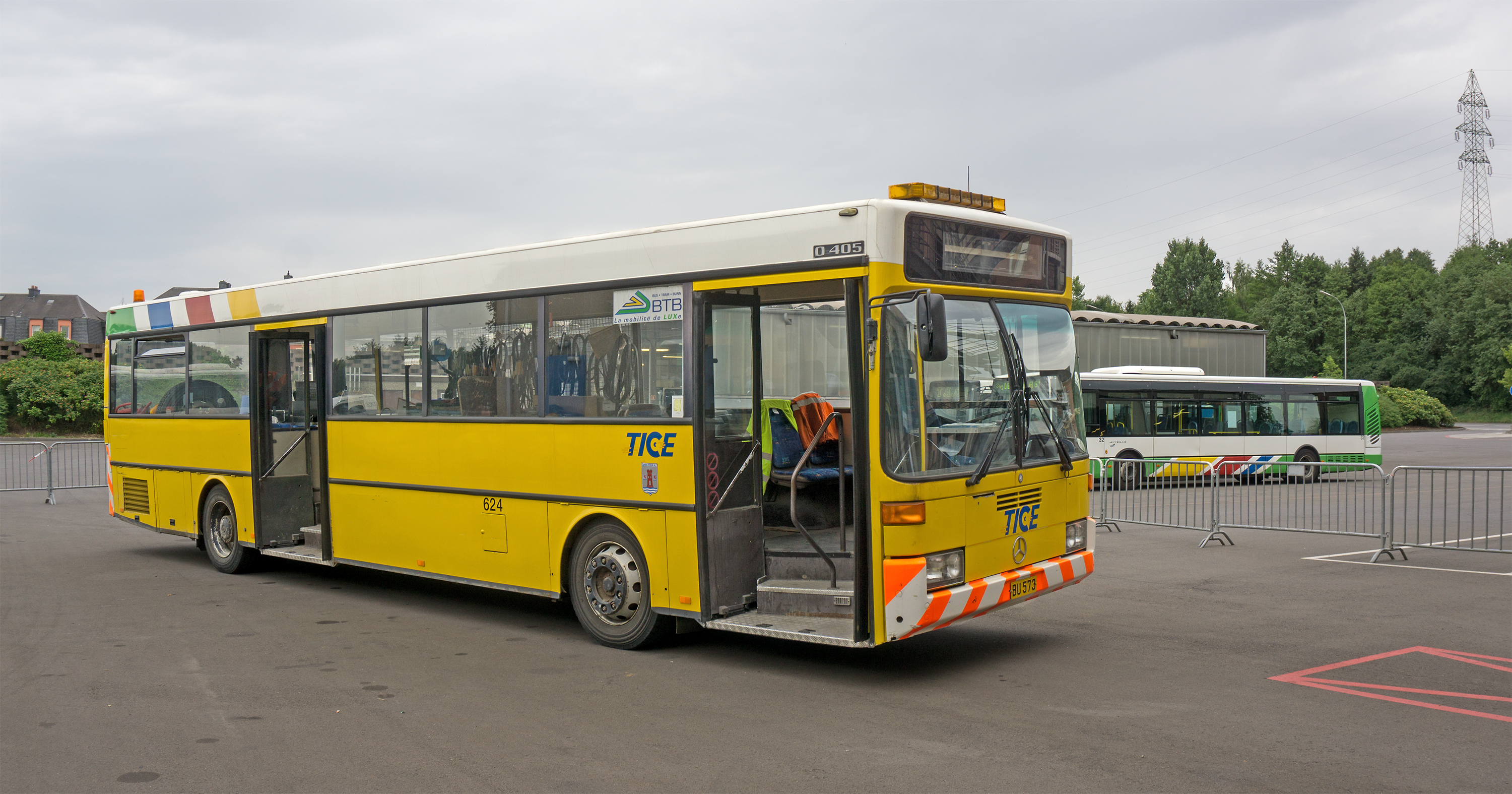
Bus mit eingebauter Werkstatt für Reparatzrarbeitenmauf der Strecke (Mercedes-Benz Typ O 405)

| Bus-Nr.         | Anzahl | Hersteller                 | Typ     | Inbetriebnahme | Außerbetriebnahme |
| --------------- | ------ | -------------------------- | ------- | -------------- | ----------------- |
| 1–2             | 2      | Berliet                    | Alcadre | 1928           | 1940              |
| 1–3             | 3      | Chausson                   | APH48   | 1948           | 1960, 1961, 1965  |
| 4–10            | 7      | MAN-Comes                  |         | 1949–1951      | 1964, 1965, 1968  |
| 11–15           | 5      | Henschel-Comes             |         | 1951, 1953     | 1965, 1967, 1968  |
| 16              | 1      | Büssing-Conrardy           | U9      | 1954           | 1968              |
| 17–20           | 4      | Büssing-Comes              | U9      | 1953–1954      | 1968, 1969, 1972  |
| 21–32           | 12     | Büssing-Comes              | U10     | 1954–1957      | 1972, 1973, 1974  |
| 28 + 33         | 2      | Büssing-Jonckheere         | U10     | 1959           | 1977              |
| 3 34–61         | 29     | Mercedes-Jonckheere        | O317    | 1961 1959–1972 | 1977 1977–1986    |
| 62–74           | 13     | MAN                        | SÜ230   | 1973–1975      | 1988–1989         |
| 75–99 1–4       | 29     | MAN                        | SÜ240   | 1975–1980      | 1990–1996         |
| 5–8             | 4      | Mercedes                   | O307    | 1981           | 1998              |
| 9–20            | 12     | MAN                        | SÜ240   | 1984–1986      | 1999–2001         |
| 21–36           | 16     | Mercedes                   | O405    | 1988–1991      | 2003–2012         |
| 37–41           | 5      | Van Hool                   | A600    | 1992           | 2011              |
| 42–47           | 6      | Mercedes                   | O405    | 1993           | 2012              |
| 48–52           | 5      | Van Hool                   | A370    | 1995           | 2012              |
| 53–64           | 12     | Mercedes NÜG               | O405    | 1995–1996      | 2008–2009         |
| 65–69           | 5      | MAN CNG                    | NL233   | 1998           | 2013              |
| 70–73           | 4      | MAN A20                    | NÜ263   | 1998–1999      | 2014              |
| 74–76           | 3      | MAN A21                    | NL263   | 1998–1999      | 2014 -            |
| 77–79           | 3      | Mercedes Citaro            | O530    | 2000           | 2014 -            |
| 80–82           | 3      | MAN CNG                    | NL313   | 2002           | 2013              |
| 83–86           | 4      | MAN CNG-2T                 | NL313   | 2003           | 2013              |
| 87–89           | 3      | MAN CNG-2T                 | NL313   | 2005           |                   |
| 90–91           | 2      | MAN CNG-3T                 | NL313   | 2005           |                   |
| 92–94           | 3      | MAN CNG-2T                 | NL313   | 2005           |                   |
| 95–98           | 4      | MAN CNG-2T EEV             | NL313   | 2006           |                   |
| 100–110 113     | 12     | Mercedes-Benz Citaro-G     | O530    | 1999–2003 2004 |                   |
| 111–112 114-117 | 6      | MAN A23                    | NG313   | 2003 2005      |                   |
| 118-119         | 2      | MAN A23 Lion`s City        | NG353   | 2007           |                   |
| 120-122         | 3      | Mercedes-Benz Citaro-G EEV | O530    | 2009–2011      |                   |
| 123             | 1      | MAN A23 Lion`s City EEV    | NG363   | 2012           |                   |
| 200–201         | 2      | MAN-Göppel                 | NM223   | 2002           | 2013 -            |
| 202–205         | 4      | Mercedes-Benz Cito         | O520    | 2003           | 2013              |
| 206–208         | 3      | Van Hool-NEW               | A308    | 2007           |                   |
| 209             | 1      | Van Hool-NEW               | A308    | 2011           |                   |
| 210–212         | 3      | Van Hool-NEW               | A308    | 2013           |                   |
| 301–315         | 15     | MAN CNG-3T EEV             | NL313   | 2008–2011      |                   |
| 316–327         | 12     | MAN CNG-3T EURO6           | NL313   | 2013           |                   |
| 11–32           | 22     | Irisbus Citelis EEV        | 12      | 2007–2011      |                   |
| 33–41           | 9      | Van Hool-NEW EEV           | A330    | 2012           |                   |
| 42–47           | 6      | Mercedes-Benz Citaro C2 E6 | O530    | 2014           |                   |

De Mercedes Bus Nr. 34 vun 1959 ist grundlegend renoviert worden. Er wird von der Bus 34 asbl benutzt und gepflegt a kann für private Zwecke (mat Chauffeur) gemietet werden.

## Busdepot
Das Busdepot mit den Reparaturwerkstätten sowie die Verwaltung des TICE sind am Boulevard Charles de Gaulle in Esch/Alzette angesiedelt.
In den Werkstätten können alle Arten von Reparaturen an Mechanik, Karosserie und der Innenausstattung erfolgen. Am Lager sind mehr als 16.000 Ersatzteile permanent verfügbar, um Reparaturen so schnell wie möglich durchführen zu können. Zu den Werkstätten gehören außerdem eine Waschstraße sowie eine moderne Lackierstraße für Einzelteile, aber auch komplette Busse.